# 黑玻璃
黑玻璃是香港歌手洪嘉豪的一首單曲，於2024年1月3日由香港華納唱片作數位發行。

## 簡介
黑玻璃一曲由台灣音樂人陳思翰創作，香港音樂人黃思律一同編曲，屬於輕快R&B風格。主唱者洪嘉豪是「愛車之人」，他希望製作一首與駕駛樂趣相關的歌曲，於是找來填詞人陳詠謙為歌曲填上以駕駛為主題的情歌歌詞。
改裝車愛好者喜愛把車窗玻璃塗上塗層，以降低透光度和加強私隱，即為「黑玻璃」的本意。由於香港的汽車相關法例嚴格，車主並不能像在其他國家輕易地將車輛改裝。詞人將這種在「黑玻璃」空間內的隱密感覺借代於愛情氛圍當中。
歌曲的官方標語是「最耀眼的秘密《黑玻璃》：我與你的事，不必暴露於烈日之下」。

## 音樂錄影帶
華納唱片於歌曲發佈當天翌日公開黑玻璃的音樂錄影帶。音樂錄影帶於日本取景，是洪嘉豪首次於外地拍攝音樂錄影帶。音樂錄影帶的題材與歌詞相扣，內容講述洪嘉豪所飾演的男主角與相戀的女主角分開抵達日本東京旅遊，女主角乘坐由洪嘉豪所駕駛的本田思域Type R FL5，浪漫遊歷不同日本景點，包括群馬縣碓冰峠、長野縣諏訪湖和車山神社等等。

## 評價和反響
《黑玻璃》是2024年香港樂壇最廣為傳播的歌曲之一，推出後獲香港年青人和車迷所喜愛，歌曲帶有MK文化的意味。此曲亦成為洪嘉豪首支三台冠軍歌。《黑玻璃》的音樂錄影帶成為YouTube 2024年度香港熱門音樂影片第一位。

## 軼事
- 2024年2月4日，洪嘉豪的車輛被人刮損車身，心痛的他自行把《黑玻璃》歌詞改編為《黑司機》並上傳至Instagram，並在他首個紅館演唱會和其他平台上演唱。
- 2024年4月13至14日，洪嘉豪舉辦首個紅館演唱會，唱至黑玻璃一曲時，製作團隊將整輛本田思域Type R FL5升上台上作表演裝飾。[4]
- 2024年5月，網絡紅人「青衣車寶山」在港鐵車站內一邊揮舞衣服一邊唱《黑玻璃》的影片，獲不少年青人在演唱《黑玻璃》的表演中倣效，令此曲進一步爆紅，此行為成為一個香港網絡迷因。[5]

## 歌曲列表
| 線上下載 串流媒體 | 線上下載 串流媒體 | 線上下載 串流媒體 |
| 曲序              | 曲目              | 时长              |
| ----------------- | ----------------- | ----------------- |
| 1.                | 黑玻璃            | 3:35              |

## 製作團隊
資料來自黑玻璃音樂錄影帶於YouTube的鳴謝名單。
- 作曲：Hans陳思翰
- 填詞：陳詠謙
- 編曲：Hans陳思翰 / Larry Wong
- 監製：Larry Wong
- 結他演奏：黃仲賢
- 弦樂編排：Larry Wong
- 弦樂演奏：國際首席愛樂樂團
- 鋼琴、編程：Hans陳思翰 / Larry Wong
- 附加編程：Larry Wong
- 和聲：Soho
- 饒舌：洪嘉豪
- 混音：ray@ray.com.hk@Zoo Music Studio
- 母帶：Alex Psaroudakis
- 音樂錄影帶女主角：安柔潔

## 榜單
| 週榜單（2024年）          | 最高 名次 |
| ------------------------- | --------- |
| 香港（903專業推介）       | 1         |
| 香港（中文歌曲龍虎榜）    | 1         |
| 香港（勁歌金榜）          | 4         |
| 香港（Chill Club 推介榜） | 1         |

## 獎項
- 2024年度叱咤樂壇流行榜頒獎典禮 - 專業推介．叱咤十大  第七位
- Chill Club 推介榜年度推介24/25 - 音樂第一 歌曲獎（節奏藍調歌曲）
- 第四十六屆十大中文金曲頒獎音樂會 - 十大中文金曲獎

## 資料來源
1. ↑  Tommy Sir. . 香港音樂及歌唱協會. 2024-01-30  [2024-07-24]. （原始内容存档于2024-07-27）.
2. ↑  . AM730. 2024-01-09  [2024-07-24]. （原始内容存档于2024-07-27）.
3. ↑  . AM730. 2024-12-16  [2024-12-16]. （原始内容存档于2024-12-27）.
4. ↑  . www.bastillepost.com. 2024-04-16  [2024-07-24].
5. ↑  林兆彬. . 追新聞. 2024-12-15  [2024-12-16]. （原始内容存档于2024-12-16） （中文（臺灣））.